# Hand off

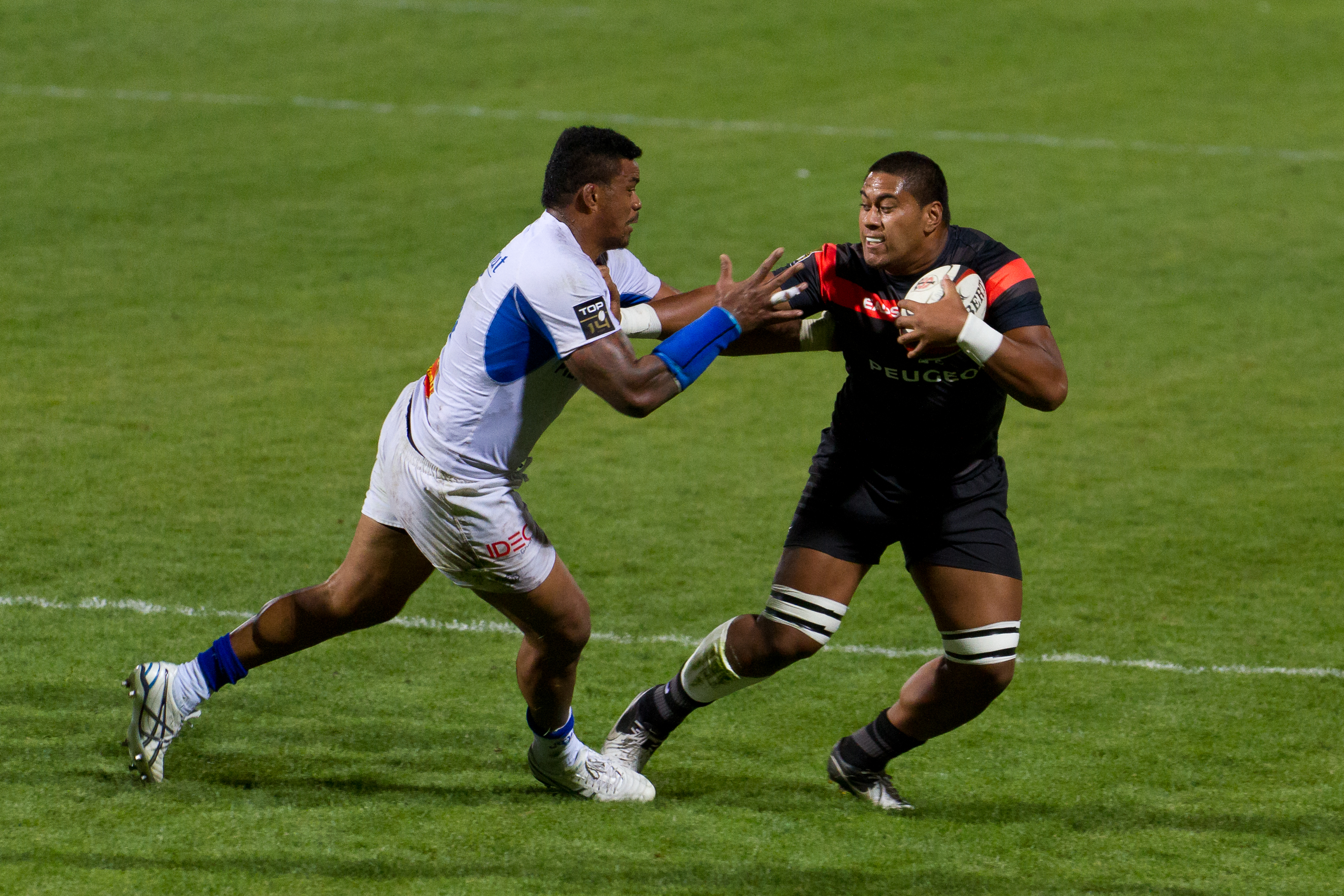
Edwin Maka realizando un Handoff (Stade Toulousain vs Castres Olympique - 2012)

Hand off es la defensa con brazo rígido (conocida como hand off en rugby league y rugby union, como «no discutas» o «don't argue» en Australia, brazo rígido en fútbol americano o «raffut» en Francia) es una táctica ofensiva empleada por el portador del balón en muchas formas de contacto. También es conocida como stiff-arm fend.

## La técnica
En rugby league, rugby unión, fútbol americano y fútbol australiano, el portador del balón corre hacia el defensa que está intentando placarle. Posicionando el balón de forma segura en un brazo, el portador del balón puede extender por completo su otro brazo, bloqueando el codo, y extendiendo la palma de la mano. Entonces, el portador del balón empuja directamente hacia fuera con la palma de su mano contra el hombro o pecho del que sería placador. El hand off es una acción de empuje, más que una acción de golpeo. 
Un hand off puede provocar que el placador se caiga al suelo, sacándole fuera de la jugada. Incluso si el placador se mantiene de pie, le resultará imposible completar el placaje, ya que no podrá acercarse lo suficiente para rodear con los brazos al portador del balón. Un hand off bien realizado puede ser un arma ofensiva muy poderosa.
El término no discutas fue acuñado en Australia para describir el hand off. El término describe lo que el comentador se imagina que iría diciendo el portador del balón mientras empuja a su oponente en la cara o el pecho y se usa como nombre. 
Los portadores de balón en fútbol australiano deben ser muy cuidadosos al realizar hand off en la cabeza o cuello, de no serlo concederán al otro equipo una patada libre por placaje alto. El hand off suele permitirse en rugby a no ser que el árbitro dictamine que es demasiado forzado suponiendo más un golpe que un empuje. En rugby un placaje con el brazo rígido (codo bloqueado y brazo extendido para contactar con el contrario deliberadamente) es una jugada peligrosa. Un jugador realiza un placaje con el brazo rígido cuando usa el brazo para golpear al oponente (reglamento del juego, unión rugby, regla 10.4 sección de jugadas peligrosas y malas conductas en la parte placajes peligrosos. Por lo tanto un hand off como el descrito arriba está permitido, incluso los altos mientras no constituya golpear al oponente (similar a una bofetada con la mano abierta).

## Biomecánica
La defensa de brazo rígido o hand off es particularmente efectiva porque su fuerza se aplica a lo largo de un brazo extendido directamente al hombre. Esto pone a los huesos del brazo exclusivamente bajo estrés de compresión axial, el tipo de estrés al cual se somete mejor el hueso y asegura que la torsión que sufre la articulación del hombre sea mínima. Por lo cual la fuerza que puede ser aplicada por un hand off puede fácilmente repeler o derrocar a un defensor. Las mismas técnicas son practicadas por algunas escuelas de artes marciales al golpear o dar puñetazos, asegurándose que la dirección de la fuerza proviene directamente de un brazo recto y bloqueado. Practicantes de artes marciales puede atravesar ladrillos y azulejos con un puñetazo sin sufrir ningún daño en el brazo.